# Борба у Ломници априла 1944.
13. априла 1944. Друга и Трећа јужноморавска бригада НОВЈ и Расински НОП одред под руководством Штаба јужноморавске оперативне зоне напали су у селу Ломници код Крушевца немачку групацију која се састојала од 1. батаљона 3. полицијског пука и питомаца Падобранске школе 2. оклопне армије, уз око 150 припадника СДС. Снаге НОВЈ постигле су изненађење, и у 8-часовној борби разбили немачко-недићевске снаге натеравши их на неорганизовано одступање према Крушевцу. У борби је, према извештају заповедника Србије генерала Фелбера, избачено из строја 93 немачка војника, док су јединице НОВЈ имале 6 погинулих и 7 рањених бораца.

## Претходна ситуација
Друга и Трећа јужноморавска бригада средином марта учествовале су у одбрани од офанзиве у Топлици и Јабланици. Почетком априла Друга је водила борбе против Бугара у Пустој реци, Трећа је вршила диверзије на комуникацијама у долини Јужне и Западне Мораве. Пошто је група дивизија НОВЈ (2. и 5.) имала намеру да форсира Ибар, Врховни штаб је наредио Главном штабу за Србију да својим снагама садејствује овом покушају. У том циљу Другој и Трећој бригади наређено је прикупљање ради наступања према Ибру. Тако су се ове две бригаде 12. априла увече нашле у селу Ломници, јужно од Крушевца, где су и заноћиле, заједно са расинским НОП одредом. Са њима је био и Оперативни штаб јужноморавске зоне, формиран 26. марта 1944. под командом Ристе Антуновића Баје, који је непосредно руководио овим бригадама и одредима..
Током ноћи 12/13. априла из Крушевца је према Ломници кренула групација немачке Падобранске школе, праћена 1. батаљоном немачког 3. полицијског пука и групом од око 150 припадника СДС, вероватно у циљу теренске вежбе Падобранске школе. Тако је дошло до непланираног сусрета и борбе.

## Ток борбе
Око 1 сат ноћу 13. априла Немци су, крећући се из Крушевца, на мосту у селу Мудраковац наишли су на патролу Расинског НОП одреда, убивши једног и заробивши једног партизана. Од заробљеника су добили обавештење да се у Ломници налази малобројни Расински НОП одред, па је немачки заповедник, мајор Винт наредио да се покрет према Ломници настави, оставивши јединицу СДС у позадини да чува мост.
Распоред јединица НОВЈ био је следећи: Расински НОП одред (стотина бораца у две чете) налазио се око кућа у средини села Буци, лево од њега, на Ломничкој коси, били су 3. и 1. батаљон 2. бригаде, а десно, на коси села Буци, изнад села Трмчари, налазили су се 1. и 2. батаљон 3. бригаде. Штаб јужноморавске оперативне зоне налазио се у Слатком потоку (село Буци), Оценивши да наступање Немаца представља добру прилику, Штаб зоне решио је да постави клопку, поставивши јаке снаге по крилима и пустивши Немце да свим својим снагаам уђу у село Ломницу.
Око 5:30 дат је знак за напад и развила се оштра борба. Око 11 часова немачки делови били су опкољени у средини села Ломнице. Њихови делови спречену су у даљем продору према селу Буци, а Друга јужноморавска бригада избила је на 200 метара од моста (преко Ломничке реке) код тзв Драгомировог дућана, угрозивши Немцима позадину и правац извлачења.
За то време у селу Ломници припадници немачког Вермахта и СДС почели су да прикупљају цивиле из села. Сво становништво било оно мушко или женско, свих узраста, окупљено је у дворишту, куће Љубомира Тутулића, која је била у центру. По сведочењима мештана немачки војници су одлично говорили и резумели српски. Становништво је прикупљано да би било стрељано за одмазду. Нико из села није пристао да ода породице оних који су у НОП-у док је породицама припадника Равногорског покрета дојављено унапред за акцију те су побегли од својих кућа. Већ је све било спремно за почетак егзекуције када се са оближње косе почела да чује пуцњава и повици УРА. Командант СДС Тадић који је својим говором наговарао сељаке да издају породице бораца буквално је пао са столице, на којој је стајао, од страха. Почиње издвајање становништва, сви који су са горње стране села, ка Јастрепцу да остану, а они са доње да пођу као таоци за Крушевац. Међутим када су сви мештани кренули да беже, тврдећи да су сви са горње стране села, Немци и СДС, одвојили су мушкарце, од жена и деце, и као живи штит их повели испред себе ка Крушевцу. (сведочење Цветка, Драгиње, Миланке и Драгице Тутулић који су преживели скупљање талаца.)Таоци су неко време држани у затвору у Крушевцу а затим размењенини за неке заробљене Немце. Снаге Вермахта и СДС више се нису враћали у Ломницу.
Око подне Немци су отпочели повлачење према Крушевцу. Услед притиска јединица НОВЈ ово повлачење било је неорганизовано. Немачке снаге су спалиле село Слатину. Приликом пребацивања преко Расине, неки су се подавили. Гоњење је настављено све до самог Крушевца.
Много лешева Немаца и СДС-оваца остало је по сокацима села а највише код Киселе Воде. Остало је забележено да је један немачки војник погинуо загрљен са гуском коју је украо из неког кокошињца. Како је Расина тих априлских дана била страховито набујала, становништво је почело скупљање лешева, преко 80 лешева што Немаца, што СДС-оваца бачено је у реку. (сведочење Душана Тутулића у то време илегалца)
У овој борби је, према немачком извештају, из строја избачено 93 немачка војника и старешине, од којих 14 погинулих, 38 несталих и 41 рањен. Јединице НОВЈ заплениле су 50 пушака, шест аутомата и 14 пушкомитраљеза. Јединице НОВЈ претрпеле су губитке од 6 погинулих и 7 рањених бораца.